# شبكة الحدود
شبكة الحدود موقع إخباري ساخر باللغة العربية. تأسس في يوليو 2013م واقتصر على نشر أخبارٍ ساخرة بأسلوب صحافي في الأردن آنذاك. ليبدأ خلال السنوات اللاحقة بتغطية الأخبار العربية والعالمية، والعمل مع كتَّابٍ ورسامي كاريكاتيرا عربي من مختلف بلدان الشرق الأوسط.

## تاريخ
شارك عصام عريقات، وهو صحفي أردني بجذور فلسطينية، في تأسيس شبكة الحدود في الأردن عام 2013.
مع أن مقر شبكة الحدود في الأردن، إلا أن رقعة تركيزها تتسع لتشمل الشرق الأوسط وشمال إفريقيا و«المنطقة العربية» بصفة عامة.

## هيئة
يتكون فريق الحدود من 19 عمال بدوام كامل و2 عاملين بدوام جزئي وعدد من الكتاب المستقلين، بالإضافة لوجود  4إلى 5 زملاء في برنامج الزمالة في غالب أوقات السنة.

## جدل
تثير وكالة الحدود جدلا كثيرا مع أنها شبكة سخرية بشكل صريح، خصوصاً عندما يتحدث المقال عن الخطوط الحمراء الثلاثة، السياسة، والدين، والجنس. وفيما وقد تعد المقالات الثلاثة هذه أكثرها إثارة للجدل.
اعتقال بابا نويل في جبل عمّان ومصادرة جميع هداياه
صدَّقت العديد من المواقع الإخبارية الأردنية الكبرى الخبر، وقامت بنسخه ونشره باسمها، كما نشرته صحيفة الدستور الأردنية في صفحاتها المطبوعة آنذاك، مثل إرم والوطن، ما دفع الأمن العام الأردني لإصدار بيانٍ ينفي فيه صحة الخبر، ويؤكِّد أنَّ قوات الأمن لم تعتقل «بابا نويل».
الكشف عن مخطط للإخوان لإغراق مصر باستخدام صلوات الاستسقاء
كما هو الحال مع خبر اعتقال بابا نويل، تمَّ التعامل مع خبر مخطط جماعة الإخوان المسلمين لإغراق مصر كخبرٍ حقيقي، فانتفض مناصرو الرئيس المصري عبد الفتاح السيسي متهمين الإخوان فعلاً بالتخطيط لإغراق مصر، مثبتين فكرة المقال بلوم الحكومة المصرية لمشاكل البلاد على جماعة الإخوان. كما قامت العديد من القنوات والمواقع الإخبارية باتهام أنصار السيسي بتلفيق الأخبار الكاذبة لتشويه صورة الجماعة بهدف نشر المزيد من الفوضى والخلاف حوله.
دائرة المكافحة تدرج الجميد تحت قائمة الممنوعات
قامت العديد من المواقع الإخبارية بنسخ الخبر، ومن ثم حذفه بعد اكتشافها عدم إصدار القرار فعلاً، إلَّا أنَّه كان قد انتشر بين الأردنيين قبل أن تصحح المواقع الإخباريّة خطأها وتقوم بحذفه بعد إشارة مرصد مصداقية الإعلام الأردني أن الأخبار التي نشرت حول إدراج مادة الجميد التي تستخدم في طهو طبق المنسف، على قائمة المحظورات لكونها تعمل على فقدان التركيز، بأنها غير حقيقة.
هذا وتستغني الشبكة عن استخدام اسم كاتب المقالات محاولة لتجنب الخطر.